# Lawrence H. Fountain
Lawrence H. Fountain (23 de abril de 1913 - 10 de octubre de 2002) fue un abogado estadounidense y veterano de la Segunda Guerra Mundial que cumplió 15 mandatos como representante demócrata de Estados Unidos por Carolina del Norte entre 1953 y 1983.

## Biografía
Fountain se educó en las escuelas públicas del condado de Edgecombe y en la Universidad de Carolina del Norte en Chapel Hill, donde recibió su título de AB en 1934 y su título de Juris Doctor. Fue admitido en el Colegio de Abogados de Carolina del Norte después de graduarse de la facultad de derecho en 1936.
Ejerció la abogacía en Tarboro, Carolina del Norte, y participó activamente en la política estatal del Partido Demócrata hasta marzo de 1942, cuando ingresó en el Ejército de los Estados Unidos como soldado de infantería. Ascendió de rango y fue relevado del servicio como mayor en la Oficina del Fiscal General del Estado el 4 de marzo de 1946. Posteriormente Fountain regresó a su práctica jurídica en Tarboro. En la vida civil, permaneció como miembro de la Reserva del Ejército de Estados Unidos y posteriormente se retiró como teniente coronel .

## Servicio  público

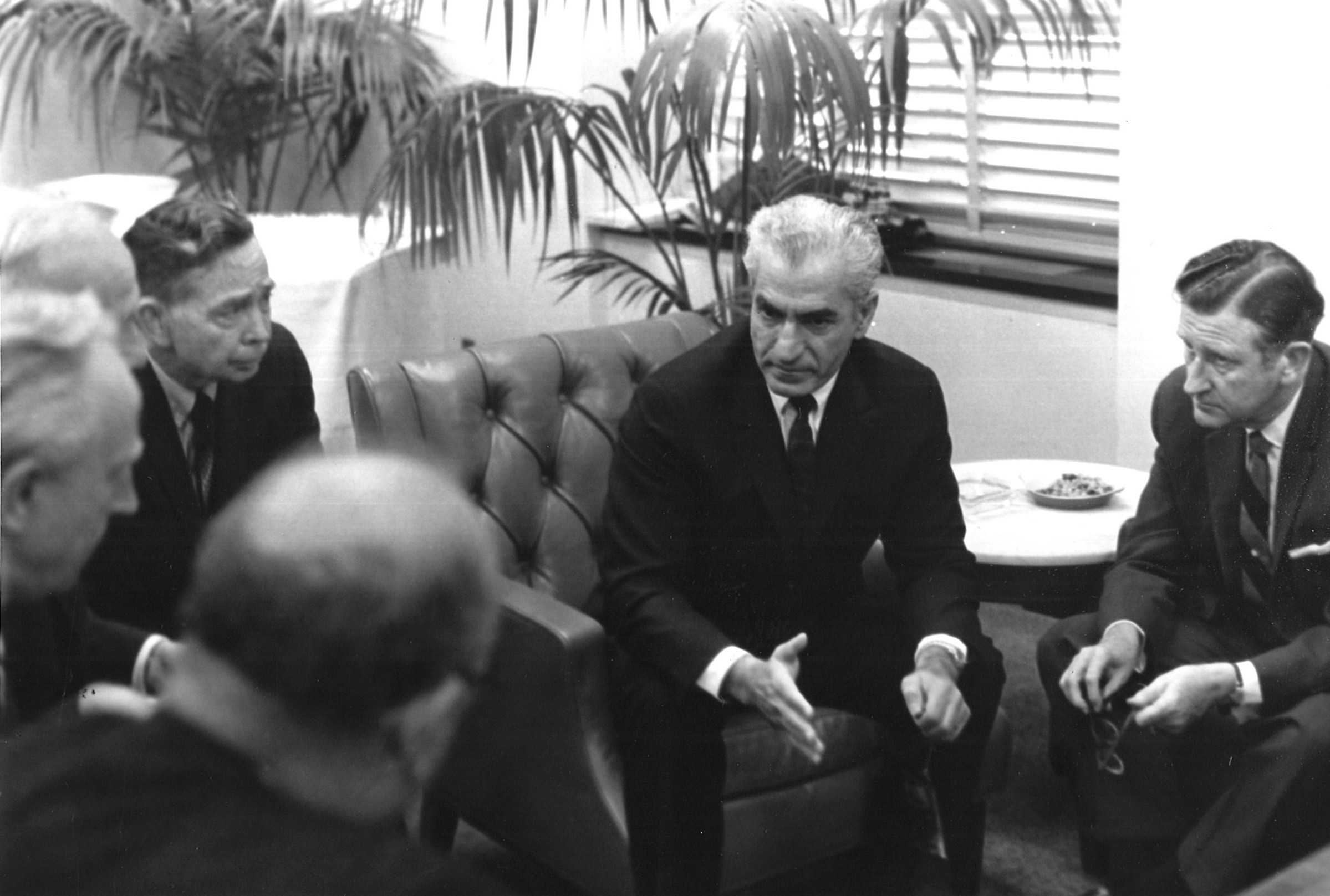
Carl Albert hablando con el Sha de Irán, Mohammed Reza Pahlevi, y el representante LH Fountain

### Congreso
En las elecciones de 1952, ganó un escaño en el 83º Congreso como representante del Segundo Distrito Congresional de Carolina del Norte. Fue reelegido para cada Congreso hasta el 97, momento en el que no buscó la reelección.
Fountain fue designado por el presidente Lyndon B. Johnson como delegado de los Estados Unidos en la 22ª sesión de la Asamblea General de las Naciones Unidas en 1967. En esta capacidad, se desempeñó como asistente del Embajador de los Estados Unidos Arthur J. Goldberg durante el debate del Consejo de Seguridad posterior a la Guerra de los Seis Días árabe-israelí del 6 de junio.
En 1978, lideró la lucha por la creación del primer inspector general independiente designado por el presidente ("organismo de control") en el antiguo Departamento de Salud, Educación y Bienestar, y trabajó por el establecimiento de inspectores generales en todos los departamentos y agencias federales clave. Cada inspector general desempeña un papel importante a la hora de frenar el despilfarro, el fraude, el abuso y la mala gestión en el gobierno.
De vez en cuando, formó parte de varios subcomités tanto del Comité de Operaciones Gubernamentales como del Comité de Asuntos Exteriores. Durante 14 años, Fountain fue presidente del Subcomité de Asuntos Exteriores de la Cámara de Representantes sobre Asuntos del Cercano Oriente. Durante 28 años fue presidente del Subcomité de Operaciones Gubernamentales de la Cámara de Representantes sobre Relaciones Intergubernamentales. Llevó a cabo cientos de investigaciones sobre seguridad de alimentos y medicamentos y lideró el esfuerzo para crear inspectores generales en departamentos y agencias federales.[cita requerida]
Cerca del final de su carrera, Fountain abogó por sus electores y por el pueblo estadounidense instando al Congreso a avanzar hacia una menor intromisión gubernamental. Se puede ver a Fountain defendiendo su postura en el pleno del Congreso en este video de 1981 en C-Span: LH Fountain habla sobre el gran gobierno
Fountain presentó y aprobó una gran cantidad de proyectos de ley que se convirtieron en leyes durante su tiempo en el Congreso.[cita requerida]
- HR4647 - Un proyecto de ley para otorgar medallas de oro especiales del Congreso a Fred Waring, la viuda de Joe Louis, y Louis L'Amour.
- 101. HJRes.155 — 97.º Congreso (1981-1982) Una resolución conjunta para autorizar y solicitar al Presidente que emita una proclamación que designe los días del 3 al 10 de mayo de 1981 como la "Semana de la Herencia Judía".
- 128. HR7112 — 96.° Congreso (1979-1980) Enmiendas a la Ley de Asistencia Fiscal Estatal y Local de 1980 (patrocinador)
- 129. HR7085 — 96.º Congreso (1979-1980) Una ley para proporcionar ciertos beneficios a personas tomadas como rehenes en Irán y a personas en situaciones similares, y para otros fines.
- 188. HJRes.568 — 96.º Congreso (1979-1980) Una resolución conjunta para autorizar y solicitar al Presidente que emita una proclamación que designe el período del 12 al 19 de octubre de 1980 como "Semana de la Herencia Ítalo-Americana".
- 19. HR8588 — 95.° Congreso (1977-1978) Ley para reorganizar la rama ejecutiva del Gobierno y aumentar su economía y eficiencia mediante el establecimiento de Oficinas del Inspector General dentro de los Departamentos de Agricultura, Comercio, Vivienda y Desarrollo Urbano, Interior, Trabajo y Transporte, y dentro de la Administración de Servicios Comunitarios, la Agencia de Protección Ambiental, la Administración de Servicios Generales, la Administración Nacional de Aeronáutica y del Espacio, la Administración de Pequeñas Empresas y la Administración de Veteranos, y para otros fines (Patrocinador)

Fue signatario del Manifiesto del Sur de 1956  que se oponía a la desegregación de las escuelas públicas ordenada por la Corte Suprema en Brown v. Board of Education. Fountain votó en contra de las Leyes de Derechos Civiles de 1957, 1960, 1964, y 1968  así como de la Enmienda 24 a la Constitución de los Estados Unidos  y la Ley de Derechos Electorales de 1965.  Como precio por su voto a favor de la legislación que apoyaba la Guerra contra la Pobreza, exigió el despido del subdirector Adam Yarmolinsky, quien, mientras estaba en el Departamento de Defensa, había ayudado a forzar la integración de lugares públicos cerca de bases militares en Carolina del Norte.
De 1981 a 1982 fue miembro del Comité Asesor Presidencial sobre Federalismo. El comité tenía la responsabilidad de asesorar al Presidente sobre las formas de restablecer las relaciones adecuadas entre los gobiernos federal, estatal y local.

## Muerte
Fountain murió en Raleigh, Carolina del Norte, el 10 de octubre de 2002 a la edad de 89 años.